# Churfürst von Brandenburg (Schiff)
Die Churfürst von Brandenburg (spätere Schreibweise Kurfürst ...) war ein im Zweiten Nordischen Krieg eingesetztes Kriegsschiff bzw. Orlogschiff in der Flottille des brandenburgischen Oberst Johann von Hille (* ca. 1619, † 1684), die Vorläuferin der Kurbrandenburgischen Marine. Benannt war sie nach Kurfürst Friedrich Wilhelm. Sowohl ihre exakte Herkunft als auch ihr Endschicksal sind unbekannt, eine Abbildung ist nicht überliefert.

## Technische Daten
- Schiffstyp: Fleute

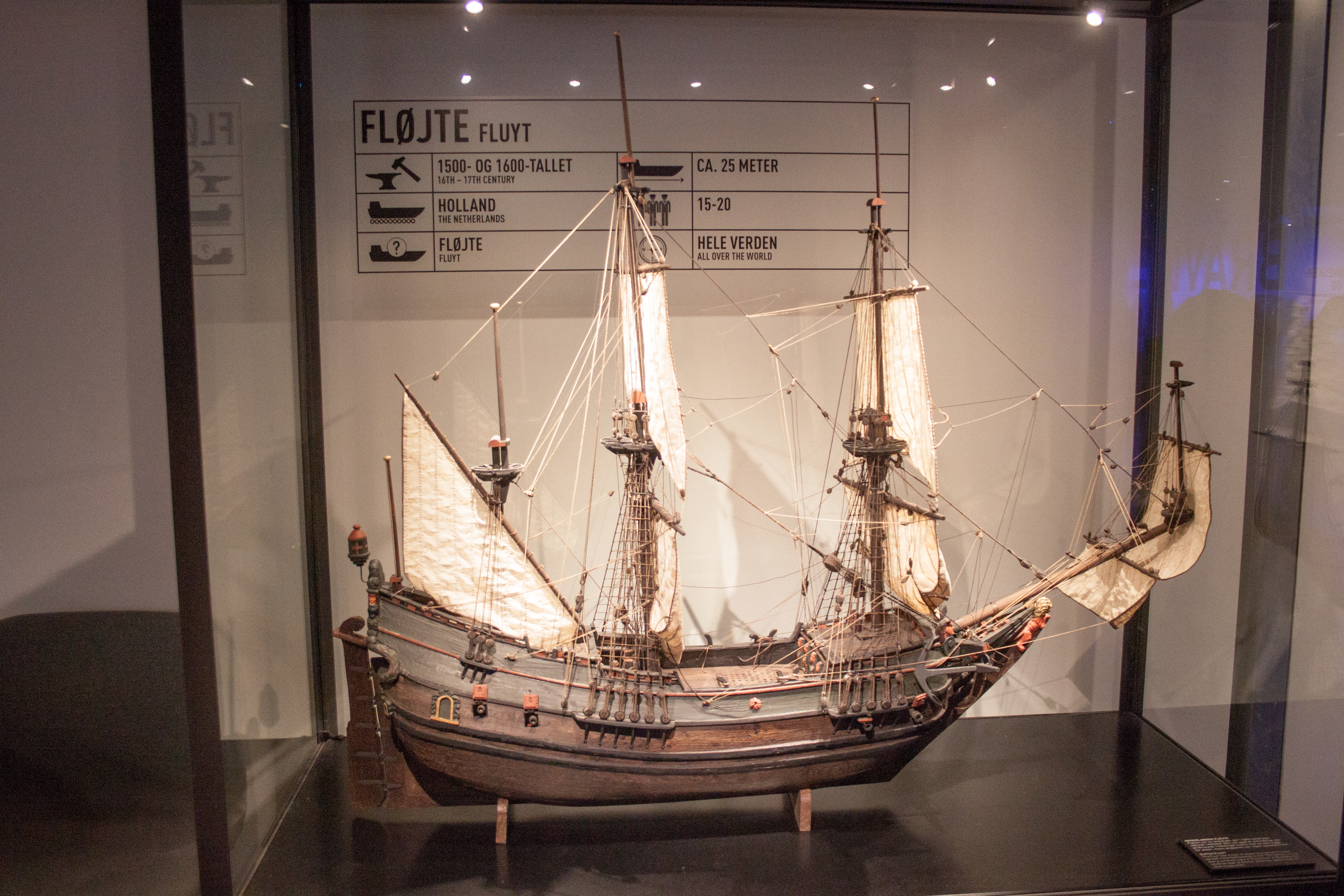
Modell einer Fleute

- Bauwerft: Unbekannt, vermutlich Republik der Sieben Vereinigten Provinzen
- Baujahr: Unbekannt, neu vermessen 10. November 1654
- Länge: 32,00 m
- Breite: 6,94 m
- Raumtiefe: 3,11 m
- Tonnage: Unbekannt
- Masten: 3
- Besatzung: als Handelsschiff unbekannt, 1657 als Kriegsschiff 49 Mann (siehe unten)
- Bewaffnung: 5 eiserne 4-Pfünderkanonen, 2 eiserne 3-Pfünderkanonen in 14 Stückpforten

## Geschichte
Nach der Clevische Lindenbaum war die Churfürst das zweite Schiff, das für die Flottille von Hilles angekauft wurde. Offenbar war ihr Kapitän Lucas Adriansen auch der Eigentümer, da er die Kaufsumme von 4600.- Reichstalern erhielt. Der vorherige Name des Schiffes ist unbekannt; es galt als guter Segler. Über die Herkunft des Schiffs kann nur spekuliert werden; vermutlich stammten Kapitän und Schiff aus den  Sieben Provinzen. Als gesichert gilt, dass die aus drei Schiffen bestehende Flottille – das dritte Schiff war die so genannte Lübische Schute – am 1. Mai 1657 schon bestand und sich in Pillau befand. Erst am 28. Mai ernannte der Kurfürst von Hille zum „Kommandanten über Unsere Schiffe“.

### Besatzung
Die Besatzung bestand nach einer Soldzahlungsliste von 1657 aus insgesamt 49 Mann:
- 1 Kapitän (Capitain)
- 1 Schiffer (Schipper)
- 1 Sekretär
- 1 Balbierer (Barbier)
- 1 Steuermann (Stürmann)
- 1 Hochbootsmann
- 1 Konstabler (Constabel)
- 1 Koch
- 1 Bottelier
- 1 Hochbootsmanns-Maat
- 1 Konstabler-Maat
- 3 Zimmerer
- 1 Quartiermeister
- 1 Segelmacher
- 15 Bootsgesellen (vermutlich Matrosen)
- 2 halben Bootsgesellen
- 2 Jungen (Schiffsjungen)
- 1 Chirgeand (Sergeant)
- 1 Capitaine d’armes (vermutlich Führer der Seesoldaten)
- 1 Korporal (Corporal)
- 3 Gefreiten (Gefreyte)
- 9 (See)Soldaten

(Angaben nach Petsch, S. 9f.)

### Ausrüstung
Die Ausrüstung bestand nach einer Inventarliste vom 18. November 1658 aus folgenden Gegenständen:
Segel:
- 1 Besansegel
- 2 Großsegel
- 2 Focksegel
- 2 große Marssegel
- 1 Vormarssegel mit Bonnet
- 1 Blinde
- 1 Oberblinde mit einem Marssegel

Bewaffnung außer den 7 Kanonen (siehe oben):
- 8 Musketen
- 2 Karabiner
- 10 Pistolen
- 2 Säbel
- 12 Patronengürtel
- 25 Pfund Lunten
- 150 Pfund Pulver
- 60 Stück eiserne Kugeln
- 57 Kartätschen
- 24 Granaten
- 50 Pfund Musketenkugeln

Weitere Ausrüstungsgegenstände:
- 2 schwerer Anker
- 2 Warpanker
- 1 Draggen
- 3 Bojenreeps
- 1 Winsch
- 1 Boot mit Besansegel und Zubehör
- 3 Laternen
- 5 Kompasse
- 8 Wachtgläser (Ferngläser)

(Angaben nach Petsch, S. 12)

### Einsatz
Wie die Clevische Lindenbaum wurde die Churfürst ab Mai 1657 für Frachtfahrten zwischen Pillau und Kolberg benutzt. Während des Krieges nahm die Churfürst mit anderen Einheiten der Flottille im Oktober 1658 an einem Angriff auf eine schwedische Festungsanlage bei Elbing teil.
Nach dem Frieden von Oliva am 13. Mai 1660 löste sich das brandenburgische Geschwader nach und nach auf. Im Frühjahr 1661 ging die Churfürst zur Verminderung der Unterhaltskosten auf eine Frachtreise nach Frankreich. Nach einem Werftaufenthalt führte sie noch eine weitere Frachtreise nach Holland durch. 1662 sollte sie in die Karibik segeln, kam jedoch nur nach Cádiz. Aus unbekannten Gründen gab es Schwierigkeiten im Schiffsbetrieb. Da sich diese nicht lösen ließen, wurde sie dort vermutlich im August 1662 für 6000.- Reichstaler an unbekannt verkauft. Ihr Endschicksal ist ebenfalls unbekannt.